# 淡黃斑球葉蚤
淡黃斑球葉蚤（学名：Sphaeroderma flavonotatum）为金花蟲科球葉蚤屬下的一个种，于1937年由Chûjô在台湾发现并命名。体长3.1-3.5mm，宽2.2-2.5mm，通体棕红，两侧鞘翅中间各有一淡黄色圆斑点（因此而得名），斑点周围存在大小不等的黑边。本物种广布于台湾。

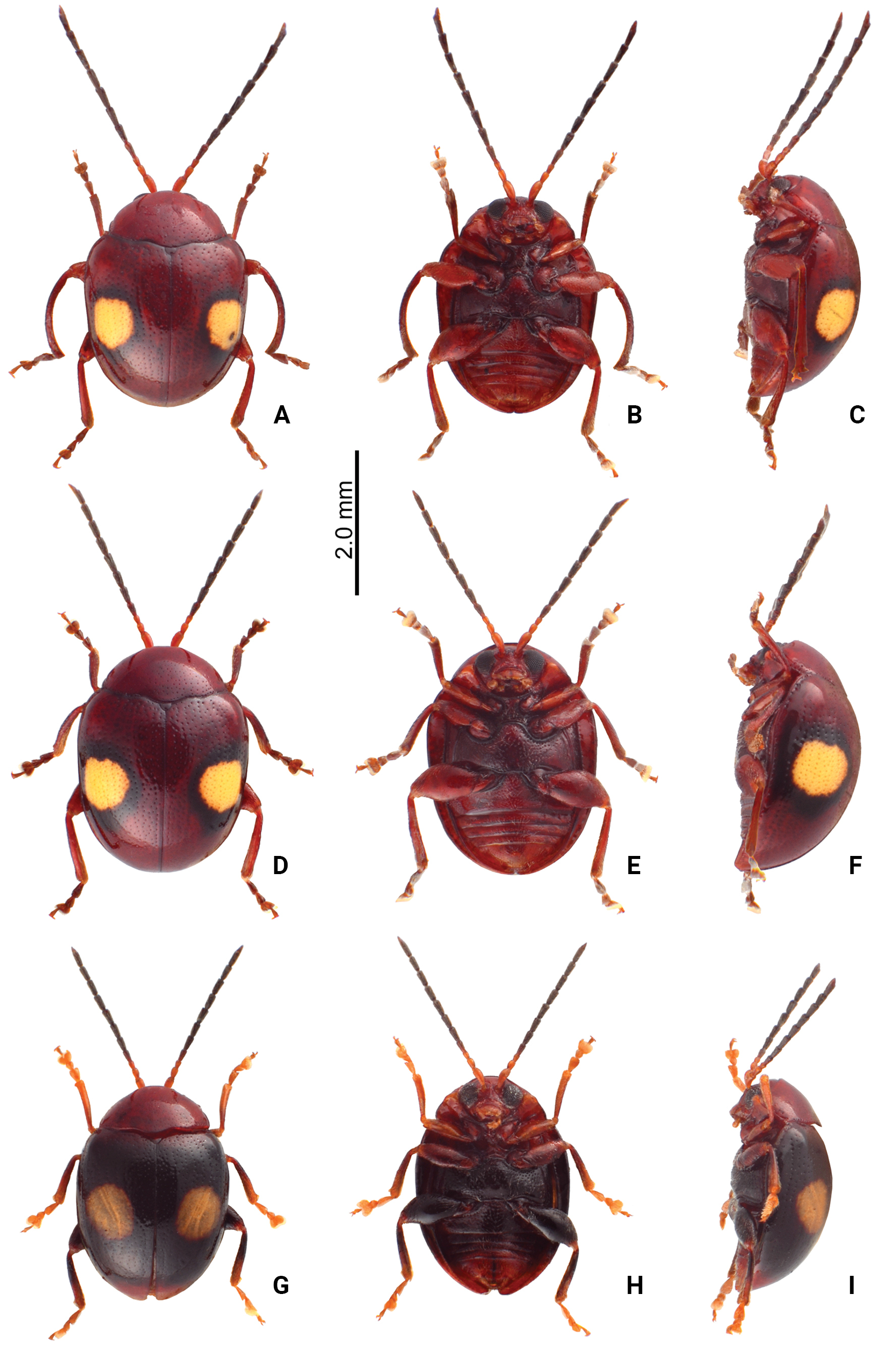
两种球葉蚤屬物种的图片，A-F为淡黄斑球叶蚤，其中A-C为雄性，D-F为雌性。引用自doi:10.3897/zookeys.1185.112099